# 臭牡丹
臭牡丹（学名：Clerodendrum bungei）为唇形科大青属的植物。

## 形态
落叶小灌木，高1～2米，有臭气。叶广卵形或卵形对生，长10～20厘米，宽5～15厘米，顶端尖或渐尖，基部心形，边缘稍呈波状，有锯齿，两面多少有糙毛或近无毛，背面有小腺点。
花有臭味，花萼细小，紫红色或绿色，外面有绒毛和腺点；花冠淡红色，红色或紫色，长约1.5厘米；密集成顶生头状聚伞花序。倒卵形核果，外围有宿存花萼，直径0.8～1.2厘米，成熟后为蓝紫色。花期5～8月，果期9～10月。

## 分布
分布于越南、印度、马来西亚及中国大陆的安徽、江西、湖南、华北、西南、西北、江苏、浙江、广西、湖北等地，生长于海拔100米至2,600米的地区，常生长在沟谷、林缘、山坡、路旁以及灌丛润湿处，目前尚未由人工引种栽培。

## 别名
臭枫根、大红袍（植物名实图考） 矮桐子（四川） 臭梧桐（江苏） 臭八宝（河北）

## 异名
- Clerodendrum bungei Steud. f. minus Pei
- Clerodendrum bungei Steud. var. megacalyx C. Y. Wu ex S. L. Chen

## 延伸阅读
[在维基数据编辑]
 《植物名實圖考·臭牡丹》，出自吳其濬《植物名實圖考》

## 外部連結
- 臭牡丹 Choumudan （页面存档备份，存于） 藥用植物圖像資料庫 (香港浸會大學中醫藥學院) （繁體中文）（英文）